# Without a Song
Without a Song è il ventinovesimo album in studio del cantante di musica country statunitense Willie Nelson, pubblicato nel 1983.

## Tracce
1. Without a Song (Billy Rose, Edward Eliscu, Vincent Youmans) - 3:54
2. Once in a While (Bud Green, Michael Edwards) - 4:27
3. Autumn Leaves (Johnny Mercer) - 4:04
4. I Can't Begin to Tell You (James V. Monaco, Mack Gordon) - 4:03
5. Harbor Lights (Hugh Williams, Jimmy Kennedy) - 3:52
6. Golden Earrings (Jay Livingston, Jay Evans, Victor Young) - 3:48
7. You'll Never Know (Harry Warren, Mack Gordon) - 4:13
8. To Each His Own (Jay Livingston, Jay Evans) - 4:09
9. As Time Goes By (Herman Hupfeld) - 3:54
10. A Dreamer's Holiday (Kim Gannon, Mabel Wayne) - 3:27